# شبه القارة
شبه القارة هي كتلة يابسة كبيرة مستقلة بذاتها نسبيًا وتشكل جزءًا من قارة كاملة. حسب مفردات القاموس، فان مصطلح «شبه القارة» يشير الي «توافر استقلالية جغرافية أو سياسية معينة» لشبة القارة عن بقية القارة،  أو يشير الي «جزء فسيح من القارة تقريبًا مستقل بذاته».

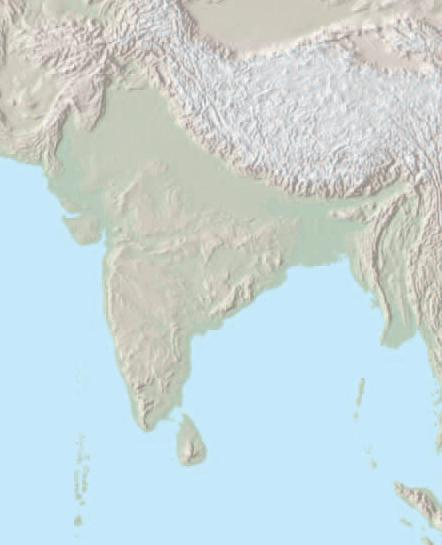
الخريطة الجغرافية لشبه القارة الهندية.

عندما تستخدم عبارة «شبه القارة» "the Subcontinent" بمفردها في اللغة الإنجليزية، فهي تشير عادة إلى شبه القارة الهندية. عموما، تشمل شبه القارة الهندية دول الهند وباكستان وبنغلاديش ونيبال وبوتان وجزر المالديف وسري لانكا. تشكل تلك المنطقة نطاقًا جغرافيًا وثقافيًا مميزًا داخل قارة آسيا. وهي تضم صحراء، وهضبة، وغابات مطيرة وجبال وكذلك لغات وأجناس وأديان لا تعد ولا تحصى.